# Medicina funcional
La medicina funcional es una forma de medicina alternativa que abarca una serie de métodos y tratamientos sin evidencia científica. Sus defensores afirman que los tratamientos aplicados, son basados en las "causas fundamentales" de las enfermedades, en función de las interacciones entre el medio ambiente y los diferentes sistemas del cuerpo humano, como el gastrointestinal, endocrino e inmunológico, de manera que, se indican diversos procedimientos dependiendo de dicho contexto. Se la ha descrito como una práctica fraudulenta, pseudociencia, y, en esencia, un rebranding de la medicina complementaria y alternativa.
En los Estados Unidos, la Academia Estadounidense de Médicos de Familia (American Academy of Family Physicians) ha declarado que las prácticas de medicina funcional no son tomadas en cuenta para créditos de curso, debido al inminente riesgo que confieren estos tratamientos.
La medicina funcional fue creada por Jeffrey Bland.  Él fundó el Instituto de Medicina Funcional (IMF) a principios de la década de 1990 como parte de una de sus empresas, HealthComm. Dicho instituto, promueve las prácticas de la medicina funcional, para luego convertirse en una organización sin fines de lucro registrada en 2001. Actualmente, Mark Hyman es uno de los principales defensores de la práctica.

## Descripción
Sin embargo, la disciplina de la medicina funcional está vagamente definida por sus promotores. El oncólogo David Gorski ha escrito que la vaguedad en sus tratamientos es una táctica deliberada que hace que la medicina funcional sea difícil de desafiar y confrontar, añadiéndole el hecho de que, por lo general, su práctica se basa en procedimientos de prueba costosos e innecesarios, realizados en nombre de la atención médica "holística".
Los defensores de la medicina funcional niegan al conocimiento médico establecido y rechazan sus modelos, adoptando en cambio un  nuevo modelo de enfermedad apoyado en la noción de "antecedentes", "desencadenantes" y "mediadores". Estos están destinados a corresponder a las causas subyacentes e inmediatas y a las características particulares de la enfermedad de una persona específica. Un practicante de medicina funcional diseñará una "matriz" a partir de estos factores que funcionará como pilar fundamental para el tratamiento.
Cabe aclarar que los tratamientos, prácticas y conceptos generalmente serán aquellos que no estén respaldados por evidencia médica .
Los profesionales de la medicina funcional aseguran diagnosticar y tratar afecciones que los estudios de investigación han descubierto que no existen realmente, como la fatiga suprarrenal y diversos desequilibrios en la química corporal. A pesar de la falta de pruebas o estudios que respalden su afirmación, Joe Pizzorno, una figura importante en la medicina funcional, afirma que, alrededor del 25 % de los habitantes de Estados Unidos poseen una intoxicación por metales pesados y necesitan someterse a un proceso de desintoxicación. Los científicos han garantizado que los suplementos de desintoxicación promovidos por Pizzorno, son una pérdida de tiempo y dinero.

## Recepción
Como fue antes mencionado, la Academia Estadounidense de Médicos de Familia retiró la concesión de créditos para los cursos de medicina funcional en 2014, al identificar algunos de sus tratamientos como "dañinos y peligrosos". En 2018, levantó parcialmente la prohibición, pero solo para permitir la enseñanza de una descripción general de la medicina funcional, no para enseñar su práctica.
Gorski ha descrito la apertura de centros de medicina funcional en la Fundación Clínica Cleveland y en la Universidad George Washington como un ejemplo "desafortunado" de fraude pseudocientífico, que se infiltra en la academia médica.